# Lista di asteroidi (394001-395000)
Di seguito una lista di asteroidi dal numero 394001 al 395000 con data di scoperta e scopritore.

## 394001-394100
| Nome     | Designazione provvisoria | Data di scoperta  | Scopritore        |
| -------- | ------------------------ | ----------------- | ----------------- |
| 394001 - | 2005 UV516               | 25 ottobre 2005   | Becker, A. C.     |
| 394002 - | 2005 UT522               | 27 ottobre 2005   | Becker, A. C.     |
| 394003 - | 2005 UD523               | 14 settembre 2005 | Spacewatch        |
| 394004 - | 2005 UD530               | 25 ottobre 2005   | Spacewatch        |
| 394005 - | 2005 VF1                 | 26 ottobre 2005   | Spacewatch        |
| 394006 - | 2005 VK4                 | 6 novembre 2005   | Lowe, A.          |
| 394007 - | 2005 VF16                | 10 ottobre 2005   | CSS               |
| 394008 - | 2005 VL33                | 1º novembre 2005  | CSS               |
| 394009 - | 2005 VV44                | 29 ottobre 2005   | Spacewatch        |
| 394010 - | 2005 VE54                | 22 ottobre 2005   | Spacewatch        |
| 394011 - | 2005 VW55                | 28 ottobre 2005   | Mt. Lemmon Survey |
| 394012 - | 2005 VA59                | 5 novembre 2005   | LINEAR            |
| 394013 - | 2005 VY59                | 5 novembre 2005   | LONEOS            |
| 394014 - | 2005 VG65                | 1º novembre 2005  | Mt. Lemmon Survey |
| 394015 - | 2005 VH76                | 3 novembre 2005   | LINEAR            |
| 394016 - | 2005 VO80                | 22 ottobre 2005   | CSS               |
| 394017 - | 2005 VO101               | 2 novembre 2005   | Mt. Lemmon Survey |
| 394018 - | 2005 VU103               | 2 novembre 2005   | Mt. Lemmon Survey |
| 394019 - | 2005 VE110               | 6 novembre 2005   | Spacewatch        |
| 394020 - | 2005 VD119               | 4 novembre 2005   | Spacewatch        |
| 394021 - | 2005 VZ125               | 1º novembre 2005  | Becker, A. C.     |
| 394022 - | 2005 VP131               | 1º novembre 2005  | Becker, A. C.     |
| 394023 - | 2005 WW9                 | 21 novembre 2005  | Spacewatch        |
| 394024 - | 2005 WY10                | 22 novembre 2005  | Spacewatch        |
| 394025 - | 2005 WU12                | 3 novembre 2005   | Spacewatch        |
| 394026 - | 2005 WZ12                | 22 novembre 2005  | Spacewatch        |
| 394027 - | 2005 WG15                | 22 novembre 2005  | Spacewatch        |
| 394028 - | 2005 WE20                | 21 novembre 2005  | Spacewatch        |
| 394029 - | 2005 WQ22                | 3 novembre 2005   | Spacewatch        |
| 394030 - | 2005 WQ26                | 21 novembre 2005  | Spacewatch        |
| 394031 - | 2005 WS29                | 21 novembre 2005  | Spacewatch        |
| 394032 - | 2005 WQ39                | 25 novembre 2005  | Mt. Lemmon Survey |
| 394033 - | 2005 WU52                | 25 novembre 2005  | Mt. Lemmon Survey |
| 394034 - | 2005 WU59                | 25 novembre 2005  | NEAT              |
| 394035 - | 2005 WL60                | 27 ottobre 2005   | CSS               |
| 394036 - | 2005 WA69                | 25 novembre 2005  | Mt. Lemmon Survey |
| 394037 - | 2005 WP76                | 25 novembre 2005  | Spacewatch        |
| 394038 - | 2005 WE86                | 28 novembre 2005  | Mt. Lemmon Survey |
| 394039 - | 2005 WP98                | 28 novembre 2005  | Mt. Lemmon Survey |
| 394040 - | 2005 WD100               | 1º novembre 2005  | Mt. Lemmon Survey |
| 394041 - | 2005 WY101               | 29 novembre 2005  | LINEAR            |
| 394042 - | 2005 WX102               | 25 novembre 2005  | CSS               |
| 394043 - | 2005 WS112               | 20 giugno 2004    | Spacewatch        |
| 394044 - | 2005 WO117               | 28 novembre 2005  | LINEAR            |
| 394045 - | 2005 WS118               | 25 novembre 2005  | Spacewatch        |
| 394046 - | 2005 WX119               | 29 novembre 2005  | LONEOS            |
| 394047 - | 2005 WC141               | 28 novembre 2005  | Mt. Lemmon Survey |
| 394048 - | 2005 WV146               | 25 novembre 2005  | Spacewatch        |
| 394049 - | 2005 WE148               | 26 novembre 2005  | Spacewatch        |
| 394050 - | 2005 WQ163               | 21 novembre 2005  | Spacewatch        |
| 394051 - | 2005 WR163               | 29 novembre 2005  | Spacewatch        |
| 394052 - | 2005 WU186               | 29 novembre 2005  | Spacewatch        |
| 394053 - | 2005 WT187               | 29 novembre 2005  | Spacewatch        |
| 394054 - | 2005 WL188               | 30 novembre 2005  | Spacewatch        |
| 394055 - | 2005 WU191               | 25 novembre 2005  | CSS               |
| 394056 - | 2005 WW200               | 26 novembre 2005  | Spacewatch        |
| 394057 - | 2005 WD209               | 30 novembre 2005  | Spacewatch        |
| 394058 - | 2005 XF                  | 1º dicembre 2005  | Healy, D.         |
| 394059 - | 2005 XB5                 | 6 dicembre 2005   | Cordell-Lorenz    |
| 394060 - | 2005 XB8                 | 4 dicembre 2005   | Mt. Lemmon Survey |
| 394061 - | 2005 XG28                | 1º dicembre 2005  | CSS               |
| 394062 - | 2005 XO51                | 2 dicembre 2005   | Spacewatch        |
| 394063 - | 2005 XP54                | 25 novembre 2005  | Spacewatch        |
| 394064 - | 2005 XS54                | 5 dicembre 2005   | Spacewatch        |
| 394065 - | 2005 XW60                | 4 dicembre 2005   | Spacewatch        |
| 394066 - | 2005 XU77                | 10 dicembre 2005  | LINEAR            |
| 394067 - | 2005 YH80                | 24 dicembre 2005  | Spacewatch        |
| 394068 - | 2005 YZ111               | 25 dicembre 2005  | Mt. Lemmon Survey |
| 394069 - | 2005 YT121               | 28 dicembre 2005  | Mt. Lemmon Survey |
| 394070 - | 2005 YW146               | 29 dicembre 2005  | Mt. Lemmon Survey |
| 394071 - | 2005 YB153               | 28 dicembre 2005  | Mt. Lemmon Survey |
| 394072 - | 2005 YY161               | 27 dicembre 2005  | Spacewatch        |
| 394073 - | 2005 YN168               | 29 dicembre 2005  | Spacewatch        |
| 394074 - | 2005 YP176               | 22 dicembre 2005  | Spacewatch        |
| 394075 - | 2005 YZ187               | 28 dicembre 2005  | Spacewatch        |
| 394076 - | 2005 YN200               | 22 dicembre 2005  | Spacewatch        |
| 394077 - | 2005 YC203               | 25 dicembre 2005  | Spacewatch        |
| 394078 - | 2005 YF231               | 7 dicembre 2005   | Spacewatch        |
| 394079 - | 2005 YT271               | 28 dicembre 2005  | Mt. Lemmon Survey |
| 394080 - | 2005 YL277               | 25 dicembre 2005  | Spacewatch        |
| 394081 - | 2006 AS30                | 4 gennaio 2006    | Spacewatch        |
| 394082 - | 2006 AX58                | 4 gennaio 2006    | Mt. Lemmon Survey |
| 394083 - | 2006 AZ92                | 7 gennaio 2006    | Spacewatch        |
| 394084 - | 2006 BO5                 | 21 gennaio 2006   | LONEOS            |
| 394085 - | 2006 BY9                 | 20 gennaio 2006   | Spacewatch        |
| 394086 - | 2006 BP12                | 21 gennaio 2006   | Spacewatch        |
| 394087 - | 2006 BU28                | 22 gennaio 2006   | Mt. Lemmon Survey |
| 394088 - | 2006 BP34                | 22 gennaio 2006   | Mt. Lemmon Survey |
| 394089 - | 2006 BF36                | 28 dicembre 2005  | Mt. Lemmon Survey |
| 394090 - | 2006 BK41                | 22 gennaio 2006   | Mt. Lemmon Survey |
| 394091 - | 2006 BT44                | 23 gennaio 2006   | Mt. Lemmon Survey |
| 394092 - | 2006 BH46                | 23 gennaio 2006   | Mt. Lemmon Survey |
| 394093 - | 2006 BQ48                | 25 gennaio 2006   | Spacewatch        |
| 394094 - | 2006 BA64                | 22 gennaio 2006   | CSS               |
| 394095 - | 2006 BX66                | 23 gennaio 2006   | Spacewatch        |
| 394096 - | 2006 BD74                | 23 gennaio 2006   | Spacewatch        |
| 394097 - | 2006 BU74                | 23 gennaio 2006   | Spacewatch        |
| 394098 - | 2006 BK107               | 25 gennaio 2006   | Spacewatch        |
| 394099 - | 2006 BZ110               | 25 gennaio 2006   | Spacewatch        |
| 394100 - | 2006 BS111               | 25 gennaio 2006   | Spacewatch        |

## 394101-394200
| Nome     | Designazione provvisoria | Data di scoperta  | Scopritore           |
| -------- | ------------------------ | ----------------- | -------------------- |
| 394101 - | 2006 BY113               | 25 gennaio 2006   | Spacewatch           |
| 394102 - | 2006 BC136               | 1º dicembre 2005  | Spacewatch           |
| 394103 - | 2006 BP137               | 28 gennaio 2006   | Mt. Lemmon Survey    |
| 394104 - | 2006 BR158               | 26 gennaio 2006   | LONEOS               |
| 394105 - | 2006 BT178               | 27 gennaio 2006   | Mt. Lemmon Survey    |
| 394106 - | 2006 BW185               | 28 gennaio 2006   | Mt. Lemmon Survey    |
| 394107 - | 2006 BV194               | 30 gennaio 2006   | Spacewatch           |
| 394108 - | 2006 CY5                 | 1º febbraio 2006  | Mt. Lemmon Survey    |
| 394109 - | 2006 CD7                 | 1º febbraio 2006  | Mt. Lemmon Survey    |
| 394110 - | 2006 CX41                | 2 febbraio 2006   | Spacewatch           |
| 394111 - | 2006 CV56                | 4 febbraio 2006   | CSS                  |
| 394112 - | 2006 DD4                 | 20 febbraio 2006  | CSS                  |
| 394113 - | 2006 DE5                 | 9 ottobre 2004    | Spacewatch           |
| 394114 - | 2006 DD16                | 23 gennaio 2006   | Spacewatch           |
| 394115 - | 2006 DQ25                | 20 febbraio 2006  | Spacewatch           |
| 394116 - | 2006 DB170               | 27 febbraio 2006  | Spacewatch           |
| 394117 - | 2006 DG184               | 27 febbraio 2006  | Spacewatch           |
| 394118 - | 2006 DC191               | 9 settembre 1999  | LINEAR               |
| 394119 - | 2006 EV15                | 2 marzo 2006      | Spacewatch           |
| 394120 - | 2006 EB25                | 3 marzo 2006      | Spacewatch           |
| 394121 - | 2006 EQ48                | 4 marzo 2006      | Spacewatch           |
| 394122 - | 2006 FT13                | 23 marzo 2006     | Spacewatch           |
| 394123 - | 2006 FA16                | 23 marzo 2006     | Mt. Lemmon Survey    |
| 394124 - | 2006 FN28                | 24 marzo 2006     | Mt. Lemmon Survey    |
| 394125 - | 2006 GZ25                | 25 marzo 2006     | Spacewatch           |
| 394126 - | 2006 GR41                | 7 aprile 2006     | LONEOS               |
| 394127 - | 2006 GW54                | 9 aprile 2006     | Spacewatch           |
| 394128 - | 2006 HR33                | 19 aprile 2006    | Mt. Lemmon Survey    |
| 394129 - | 2006 HJ48                | 24 aprile 2006    | Spacewatch           |
| 394130 - | 2006 HY51                | 26 aprile 2006    | LINEAR               |
| 394131 - | 2006 HV62                | 8 aprile 2006     | Spacewatch           |
| 394132 - | 2006 HT75                | 25 aprile 2006    | Spacewatch           |
| 394133 - | 2006 HE152               | 19 aprile 2006    | Spacewatch           |
| 394134 - | 2006 JA2                 | 1º maggio 2006    | LINEAR               |
| 394135 - | 2006 JA14                | 4 maggio 2006     | Spacewatch           |
| 394136 - | 2006 JA35                | 4 maggio 2006     | Spacewatch           |
| 394137 - | 2006 JQ46                | 7 maggio 2006     | Spacewatch           |
| 394138 - | 2006 KF23                | 21 maggio 2006    | NEAT                 |
| 394139 - | 2006 KW27                | 20 maggio 2006    | Spacewatch           |
| 394140 - | 2006 KU30                | 20 maggio 2006    | Spacewatch           |
| 394141 - | 2006 KV38                | 24 maggio 2006    | Siding Spring Survey |
| 394142 - | 2006 KT55                | 21 maggio 2006    | Spacewatch           |
| 394143 - | 2006 KO71                | 22 maggio 2006    | Spacewatch           |
| 394144 - | 2006 KF74                | 23 maggio 2006    | Spacewatch           |
| 394145 - | 2006 KG80                | 9 maggio 2006     | Mt. Lemmon Survey    |
| 394146 - | 2006 KO85                | 2 maggio 2006     | CSS                  |
| 394147 - | 2006 KZ92                | 25 maggio 2006    | Spacewatch           |
| 394148 - | 2006 KT99                | 28 maggio 2006    | Spacewatch           |
| 394149 - | 2006 KA104               | 6 maggio 2006     | Mt. Lemmon Survey    |
| 394150 - | 2006 KW115               | 29 maggio 2006    | Spacewatch           |
| 394151 - | 2006 LF1                 | 1º giugno 2006    | Spacewatch           |
| 394152 - | 2006 ON21                | 28 luglio 2006    | Siding Spring Survey |
| 394153 - | 2006 PL14                | 15 agosto 2006    | NEAT                 |
| 394154 - | 2006 PH20                | 18 luglio 2006    | Siding Spring Survey |
| 394155 - | 2006 QS                  | 18 agosto 2006    | LINEAR               |
| 394156 - | 2006 QX6                 | 17 agosto 2006    | NEAT                 |
| 394157 - | 2006 QR16                | 17 agosto 2006    | NEAT                 |
| 394158 - | 2006 QZ20                | 18 agosto 2006    | LONEOS               |
| 394159 - | 2006 QJ38                | 18 agosto 2006    | LINEAR               |
| 394160 - | 2006 QD43                | 17 agosto 2006    | NEAT                 |
| 394161 - | 2006 QF51                | 23 agosto 2006    | LINEAR               |
| 394162 - | 2006 QD58                | 25 agosto 2006    | LINEAR               |
| 394163 - | 2006 QN68                | 21 agosto 2006    | Spacewatch           |
| 394164 - | 2006 QV85                | 27 agosto 2006    | Spacewatch           |
| 394165 - | 2006 QW90                | 1º dicembre 1994  | Spacewatch           |
| 394166 - | 2006 QQ92                | 16 agosto 2006    | NEAT                 |
| 394167 - | 2006 QL95                | 16 agosto 2006    | NEAT                 |
| 394168 - | 2006 QT96                | 16 agosto 2006    | NEAT                 |
| 394169 - | 2006 QW104               | 28 agosto 2006    | LINEAR               |
| 394170 - | 2006 QZ113               | 25 agosto 2006    | LINEAR               |
| 394171 - | 2006 QK152               | 19 agosto 2006    | Spacewatch           |
| 394172 - | 2006 QR156               | 19 agosto 2006    | Spacewatch           |
| 394173 - | 2006 QR164               | 29 agosto 2006    | LONEOS               |
| 394174 - | 2006 QJ165               | 29 agosto 2006    | CSS                  |
| 394175 - | 2006 QN185               | 18 agosto 2006    | Spacewatch           |
| 394176 - | 2006 RS8                 | 12 settembre 2006 | CSS                  |
| 394177 - | 2006 RM10                | 14 settembre 2006 | NEAT                 |
| 394178 - | 2006 RU46                | 14 settembre 2006 | Spacewatch           |
| 394179 - | 2006 RT54                | 14 settembre 2006 | Spacewatch           |
| 394180 - | 2006 RT59                | 15 settembre 2006 | Spacewatch           |
| 394181 - | 2006 RV61                | 12 settembre 2006 | CSS                  |
| 394182 - | 2006 RO70                | 15 settembre 2006 | Spacewatch           |
| 394183 - | 2006 RM76                | 15 settembre 2006 | Spacewatch           |
| 394184 - | 2006 RJ92                | 15 settembre 2006 | Spacewatch           |
| 394185 - | 2006 RN93                | 15 settembre 2006 | Spacewatch           |
| 394186 - | 2006 RY98                | 14 settembre 2006 | CSS                  |
| 394187 - | 2006 SM1                 | 10 aprile 2005    | Mt. Lemmon Survey    |
| 394188 - | 2006 SL7                 | 18 settembre 2006 | Lowe, A.             |
| 394189 - | 2006 SM10                | 16 settembre 2006 | Spacewatch           |
| 394190 - | 2006 ST36                | 17 settembre 2006 | Spacewatch           |
| 394191 - | 2006 SY51                | 18 settembre 2006 | CSS                  |
| 394192 - | 2006 SB55                | 18 settembre 2006 | CSS                  |
| 394193 - | 2006 SX58                | 20 settembre 2006 | CSS                  |
| 394194 - | 2006 SA60                | 18 settembre 2006 | CSS                  |
| 394195 - | 2006 SV60                | 18 settembre 2006 | CSS                  |
| 394196 - | 2006 SH66                | 23 settembre 2001 | Spacewatch           |
| 394197 - | 2006 SZ69                | 19 settembre 2006 | Spacewatch           |
| 394198 - | 2006 SY72                | 19 settembre 2006 | Spacewatch           |
| 394199 - | 2006 SS84                | 18 settembre 2006 | Spacewatch           |
| 394200 - | 2006 SF85                | 18 settembre 2006 | Spacewatch           |

## 394201-394300
| Nome     | Designazione provvisoria | Data di scoperta  | Scopritore        |
| -------- | ------------------------ | ----------------- | ----------------- |
| 394201 - | 2006 SV91                | 18 settembre 2006 | Spacewatch        |
| 394202 - | 2006 SY102               | 19 settembre 2006 | Spacewatch        |
| 394203 - | 2006 SB104               | 19 settembre 2006 | CSS               |
| 394204 - | 2006 SM105               | 19 settembre 2006 | Spacewatch        |
| 394205 - | 2006 SZ107               | 19 settembre 2006 | LONEOS            |
| 394206 - | 2006 SK167               | 25 settembre 2006 | Spacewatch        |
| 394207 - | 2006 SN186               | 25 settembre 2006 | Spacewatch        |
| 394208 - | 2006 SL188               | 26 settembre 2006 | Spacewatch        |
| 394209 - | 2006 SC199               | 13 aprile 2004    | Spacewatch        |
| 394210 - | 2006 SN221               | 28 agosto 2006    | Spacewatch        |
| 394211 - | 2006 SW224               | 26 settembre 2006 | Spacewatch        |
| 394212 - | 2006 SQ226               | 18 settembre 2006 | Spacewatch        |
| 394213 - | 2006 SZ233               | 26 settembre 2006 | Spacewatch        |
| 394214 - | 2006 SH244               | 18 settembre 2006 | Spacewatch        |
| 394215 - | 2006 SY250               | 26 settembre 2006 | Spacewatch        |
| 394216 - | 2006 SG262               | 26 settembre 2006 | Mt. Lemmon Survey |
| 394217 - | 2006 SF266               | 26 settembre 2006 | Spacewatch        |
| 394218 - | 2006 SW269               | 26 settembre 2006 | Mt. Lemmon Survey |
| 394219 - | 2006 SM284               | 27 settembre 2006 | CSS               |
| 394220 - | 2006 SO293               | 17 settembre 2006 | Spacewatch        |
| 394221 - | 2006 SH302               | 27 settembre 2006 | Spacewatch        |
| 394222 - | 2006 SQ309               | 27 settembre 2006 | Spacewatch        |
| 394223 - | 2006 ST311               | 27 settembre 2006 | Spacewatch        |
| 394224 - | 2006 SF315               | 27 settembre 2006 | Spacewatch        |
| 394225 - | 2006 SK325               | 27 settembre 2006 | Spacewatch        |
| 394226 - | 2006 SH327               | 27 settembre 2006 | Spacewatch        |
| 394227 - | 2006 SN327               | 27 settembre 2006 | Spacewatch        |
| 394228 - | 2006 ST341               | 28 settembre 2006 | Mt. Lemmon Survey |
| 394229 - | 2006 SH348               | 28 settembre 2006 | Spacewatch        |
| 394230 - | 2006 SW348               | 28 settembre 2006 | Spacewatch        |
| 394231 - | 2006 SF358               | 30 settembre 2006 | Mt. Lemmon Survey |
| 394232 - | 2006 SK358               | 15 settembre 2006 | Spacewatch        |
| 394233 - | 2006 SC359               | 30 settembre 2006 | CSS               |
| 394234 - | 2006 SA375               | 16 settembre 2006 | Becker, A. C.     |
| 394235 - | 2006 SW393               | 30 settembre 2006 | Mt. Lemmon Survey |
| 394236 - | 2006 SS397               | 25 settembre 2006 | Mt. Lemmon Survey |
| 394237 - | 2006 SN404               | 30 settembre 2006 | Mt. Lemmon Survey |
| 394238 - | 2006 SQ404               | 30 settembre 2006 | Mt. Lemmon Survey |
| 394239 - | 2006 SA405               | 30 settembre 2006 | Mt. Lemmon Survey |
| 394240 - | 2006 SY405               | 17 settembre 2006 | Spacewatch        |
| 394241 - | 2006 SZ410               | 20 maggio 2005    | Mt. Lemmon Survey |
| 394242 - | 2006 TU13                | 10 ottobre 2006   | NEAT              |
| 394243 - | 2006 TG29                | 12 ottobre 2006   | Spacewatch        |
| 394244 - | 2006 TF38                | 12 ottobre 2006   | Spacewatch        |
| 394245 - | 2006 TW60                | 15 ottobre 2006   | Bickel, W.        |
| 394246 - | 2006 TO69                | 25 settembre 2006 | CSS               |
| 394247 - | 2006 TQ77                | 12 ottobre 2006   | Spacewatch        |
| 394248 - | 2006 TN85                | 2 ottobre 2006    | Mt. Lemmon Survey |
| 394249 - | 2006 TO104               | 15 ottobre 2006   | Spacewatch        |
| 394250 - | 2006 TN112               | 1º ottobre 2006   | Becker, A. C.     |
| 394251 - | 2006 TK120               | 12 ottobre 2006   | Becker, A. C.     |
| 394252 - | 2006 TV121               | 3 ottobre 2006    | Mt. Lemmon Survey |
| 394253 - | 2006 TU124               | 4 ottobre 2006    | Mt. Lemmon Survey |
| 394254 - | 2006 TR128               | 2 ottobre 2006    | Spacewatch        |
| 394255 - | 2006 UX21                | 25 settembre 2006 | Spacewatch        |
| 394256 - | 2006 UV24                | 16 ottobre 2006   | Spacewatch        |
| 394257 - | 2006 UH39                | 16 ottobre 2006   | Spacewatch        |
| 394258 - | 2006 UX43                | 16 ottobre 2006   | Spacewatch        |
| 394259 - | 2006 UE48                | 17 ottobre 2006   | Spacewatch        |
| 394260 - | 2006 UH62                | 27 settembre 2006 | Mt. Lemmon Survey |
| 394261 - | 2006 UV70                | 22 luglio 2006    | Mt. Lemmon Survey |
| 394262 - | 2006 UW72                | 17 ottobre 2006   | Spacewatch        |
| 394263 - | 2006 UA95                | 3 ottobre 2006    | Mt. Lemmon Survey |
| 394264 - | 2006 UZ104               | 18 ottobre 2006   | Spacewatch        |
| 394265 - | 2006 UY111               | 19 ottobre 2006   | Spacewatch        |
| 394266 - | 2006 UK114               | 19 ottobre 2006   | Spacewatch        |
| 394267 - | 2006 UR115               | 11 ottobre 2006   | Spacewatch        |
| 394268 - | 2006 UF118               | 19 ottobre 2006   | Spacewatch        |
| 394269 - | 2006 UP119               | 19 ottobre 2006   | Spacewatch        |
| 394270 - | 2006 UO120               | 19 ottobre 2006   | Spacewatch        |
| 394271 - | 2006 UY125               | 19 ottobre 2006   | Spacewatch        |
| 394272 - | 2006 UA133               | 19 ottobre 2006   | Spacewatch        |
| 394273 - | 2006 US135               | 30 settembre 2006 | Mt. Lemmon Survey |
| 394274 - | 2006 UW143               | 19 ottobre 2006   | CSS               |
| 394275 - | 2006 UX188               | 17 settembre 2006 | CSS               |
| 394276 - | 2006 UG194               | 12 ottobre 2006   | Spacewatch        |
| 394277 - | 2006 UY217               | 29 agosto 2006    | CSS               |
| 394278 - | 2006 UU228               | 2 ottobre 2006    | Mt. Lemmon Survey |
| 394279 - | 2006 UN248               | 27 ottobre 2006   | Mt. Lemmon Survey |
| 394280 - | 2006 UD260               | 28 ottobre 2006   | Spacewatch        |
| 394281 - | 2006 UO276               | 28 ottobre 2006   | Mt. Lemmon Survey |
| 394282 - | 2006 UE279               | 28 ottobre 2006   | Mt. Lemmon Survey |
| 394283 - | 2006 UU280               | 22 aprile 2004    | Spacewatch        |
| 394284 - | 2006 UF284               | 28 ottobre 2006   | Spacewatch        |
| 394285 - | 2006 UA285               | 28 ottobre 2006   | Spacewatch        |
| 394286 - | 2006 UW325               | 20 ottobre 2006   | Buie, M. W.       |
| 394287 - | 2006 UZ336               | 23 ottobre 2006   | Mt. Lemmon Survey |
| 394288 - | 2006 VY16                | 9 novembre 2006   | Spacewatch        |
| 394289 - | 2006 VJ21                | 10 novembre 2006  | Spacewatch        |
| 394290 - | 2006 VF28                | 10 novembre 2006  | Spacewatch        |
| 394291 - | 2006 VW29                | 10 novembre 2006  | Spacewatch        |
| 394292 - | 2006 VM34                | 28 settembre 2006 | Mt. Lemmon Survey |
| 394293 - | 2006 VJ35                | 27 ottobre 2006   | Mt. Lemmon Survey |
| 394294 - | 2006 VB41                | 12 novembre 2006  | Mt. Lemmon Survey |
| 394295 - | 2006 VZ58                | 11 novembre 2006  | Spacewatch        |
| 394296 - | 2006 VW70                | 11 novembre 2006  | Spacewatch        |
| 394297 - | 2006 VD73                | 11 novembre 2006  | Spacewatch        |
| 394298 - | 2006 VD83                | 4 ottobre 2006    | Mt. Lemmon Survey |
| 394299 - | 2006 VF98                | 28 ottobre 2006   | Mt. Lemmon Survey |
| 394300 - | 2006 VT110               | 28 settembre 2006 | Mt. Lemmon Survey |

## 394301-394400
| Nome     | Designazione provvisoria | Data di scoperta  | Scopritore           |
| -------- | ------------------------ | ----------------- | -------------------- |
| 394301 - | 2006 VA126               | 26 settembre 2006 | Mt. Lemmon Survey    |
| 394302 - | 2006 VX131               | 22 gennaio 2002   | Spacewatch           |
| 394303 - | 2006 VJ134               | 21 ottobre 2006   | Mt. Lemmon Survey    |
| 394304 - | 2006 VR139               | 15 novembre 2006  | Spacewatch           |
| 394305 - | 2006 VG146               | 15 novembre 2006  | CSS                  |
| 394306 - | 2006 VL146               | 5 aprile 2003     | Spacewatch           |
| 394307 - | 2006 VO153               | 3 ottobre 2006    | Mt. Lemmon Survey    |
| 394308 - | 2006 VY169               | 11 novembre 2006  | Spacewatch           |
| 394309 - | 2006 WY5                 | 16 novembre 2006  | Spacewatch           |
| 394310 - | 2006 WA10                | 16 novembre 2006  | Mt. Lemmon Survey    |
| 394311 - | 2006 WP12                | 16 novembre 2006  | Mt. Lemmon Survey    |
| 394312 - | 2006 WC16                | 4 ottobre 2006    | Mt. Lemmon Survey    |
| 394313 - | 2006 WV16                | 27 settembre 2006 | Mt. Lemmon Survey    |
| 394314 - | 2006 WS21                | 17 novembre 2006  | Mt. Lemmon Survey    |
| 394315 - | 2006 WZ33                | 23 ottobre 2006   | Mt. Lemmon Survey    |
| 394316 - | 2006 WA52                | 28 ottobre 2006   | Mt. Lemmon Survey    |
| 394317 - | 2006 WS52                | 1º novembre 2006  | Mt. Lemmon Survey    |
| 394318 - | 2006 WR73                | 18 novembre 2006  | Spacewatch           |
| 394319 - | 2006 WM87                | 18 novembre 2006  | Mt. Lemmon Survey    |
| 394320 - | 2006 WN97                | 19 novembre 2006  | Spacewatch           |
| 394321 - | 2006 WX102               | 28 ottobre 2006   | Mt. Lemmon Survey    |
| 394322 - | 2006 WB103               | 19 novembre 2006  | Spacewatch           |
| 394323 - | 2006 WY103               | 28 ottobre 2006   | Mt. Lemmon Survey    |
| 394324 - | 2006 WC109               | 19 novembre 2006  | Spacewatch           |
| 394325 - | 2006 WY116               | 4 ottobre 2006    | Mt. Lemmon Survey    |
| 394326 - | 2006 WL139               | 11 novembre 2006  | Spacewatch           |
| 394327 - | 2006 WN164               | 23 novembre 2006  | Spacewatch           |
| 394328 - | 2006 WJ166               | 11 novembre 2006  | Spacewatch           |
| 394329 - | 2006 WJ174               | 23 novembre 2006  | Spacewatch           |
| 394330 - | 2006 WM187               | 15 novembre 2006  | CSS                  |
| 394331 - | 2006 WS187               | 27 settembre 2006 | Mt. Lemmon Survey    |
| 394332 - | 2006 WG192               | 15 novembre 2006  | Spacewatch           |
| 394333 - | 2006 WR192               | 27 novembre 2006  | Spacewatch           |
| 394334 - | 2006 WV193               | 14 novembre 2006  | Mt. Lemmon Survey    |
| 394335 - | 2006 WN199               | 19 novembre 2006  | Spacewatch           |
| 394336 - | 2006 WN202               | 25 novembre 2006  | Spacewatch           |
| 394337 - | 2006 WH205               | 20 novembre 2006  | Spacewatch           |
| 394338 - | 2006 XR11                | 27 settembre 2006 | Mt. Lemmon Survey    |
| 394339 - | 2006 XA15                | 10 dicembre 2006  | Spacewatch           |
| 394340 - | 2006 XC18                | 10 dicembre 2006  | Spacewatch           |
| 394341 - | 2006 XY69                | 11 dicembre 2006  | Spacewatch           |
| 394342 - | 2006 XZ70                | 13 dicembre 2006  | Spacewatch           |
| 394343 - | 2006 XV71                | 1º dicembre 2006  | Mt. Lemmon Survey    |
| 394344 - | 2006 YL                  | 17 dicembre 2006  | Yeung, W. K. Y.      |
| 394345 - | 2006 YH29                | 21 dicembre 2006  | Spacewatch           |
| 394346 - | 2006 YU38                | 21 dicembre 2006  | Spacewatch           |
| 394347 - | 2007 AD1                 | 8 gennaio 2007    | Mt. Lemmon Survey    |
| 394348 - | 2007 AJ23                | 21 dicembre 2006  | Mt. Lemmon Survey    |
| 394349 - | 2007 AH28                | 9 gennaio 2007    | Spacewatch           |
| 394350 - | 2007 BF10                | 17 gennaio 2007   | Spacewatch           |
| 394351 - | 2007 BM11                | 17 gennaio 2007   | NEAT                 |
| 394352 - | 2007 BN16                | 17 gennaio 2007   | CSS                  |
| 394353 - | 2007 BK37                | 13 settembre 2005 | Spacewatch           |
| 394354 - | 2007 BL43                | 24 gennaio 2007   | Mt. Lemmon Survey    |
| 394355 - | 2007 BF44                | 24 dicembre 2006  | Mt. Lemmon Survey    |
| 394356 - | 2007 BB48                | 26 gennaio 2007   | Spacewatch           |
| 394357 - | 2007 BB57                | 29 aprile 2003    | Spacewatch           |
| 394358 - | 2007 BY62                | 27 gennaio 2007   | Mt. Lemmon Survey    |
| 394359 - | 2007 BW68                | 27 gennaio 2007   | Mt. Lemmon Survey    |
| 394360 - | 2007 BZ79                | 17 gennaio 2007   | Spacewatch           |
| 394361 - | 2007 CO14                | 7 febbraio 2007   | Mt. Lemmon Survey    |
| 394362 - | 2007 CS23                | 7 febbraio 2007   | Spacewatch           |
| 394363 - | 2007 CP60                | 10 febbraio 2007  | CSS                  |
| 394364 - | 2007 DD1                 | 18 febbraio 2007  | Calvin College       |
| 394365 - | 2007 DG22                | 27 gennaio 2007   | Mt. Lemmon Survey    |
| 394366 - | 2007 DH25                | 17 febbraio 2007  | Spacewatch           |
| 394367 - | 2007 DW32                | 17 febbraio 2007  | Spacewatch           |
| 394368 - | 2007 DK33                | 17 febbraio 2007  | Spacewatch           |
| 394369 - | 2007 DG35                | 17 febbraio 2007  | Spacewatch           |
| 394370 - | 2007 DU36                | 17 febbraio 2007  | Spacewatch           |
| 394371 - | 2007 DK55                | 21 febbraio 2007  | LINEAR               |
| 394372 - | 2007 DZ56                | 21 febbraio 2007  | Mt. Lemmon Survey    |
| 394373 - | 2007 DY67                | 21 febbraio 2007  | Spacewatch           |
| 394374 - | 2007 DD74                | 21 febbraio 2007  | Spacewatch           |
| 394375 - | 2007 DM76                | 22 febbraio 2007  | Spacewatch           |
| 394376 - | 2007 DD86                | 21 febbraio 2007  | Spacewatch           |
| 394377 - | 2007 DN89                | 23 febbraio 2007  | Mt. Lemmon Survey    |
| 394378 - | 2007 DG110               | 17 febbraio 2007  | Spacewatch           |
| 394379 - | 2007 DO111               | 25 febbraio 2007  | Spacewatch           |
| 394380 - | 2007 EU3                 | 9 marzo 2007      | Spacewatch           |
| 394381 - | 2007 EF5                 | 9 marzo 2007      | Mt. Lemmon Survey    |
| 394382 - | 2007 EU6                 | 8 febbraio 2007   | Spacewatch           |
| 394383 - | 2007 EN34                | 26 febbraio 2007  | Mt. Lemmon Survey    |
| 394384 - | 2007 EX35                | 17 febbraio 2007  | Spacewatch           |
| 394385 - | 2007 EZ44                | 9 marzo 2007      | Spacewatch           |
| 394386 - | 2007 ES45                | 9 marzo 2007      | Spacewatch           |
| 394387 - | 2007 EB52                | 11 marzo 2007     | CSS                  |
| 394388 - | 2007 EE60                | 9 marzo 2007      | Mt. Lemmon Survey    |
| 394389 - | 2007 EP70                | 10 marzo 2007     | Spacewatch           |
| 394390 - | 2007 ES72                | 10 marzo 2007     | Spacewatch           |
| 394391 - | 2007 EO82                | 12 marzo 2007     | Spacewatch           |
| 394392 - | 2007 EP88                | 15 marzo 2007     | Siding Spring Survey |
| 394393 - | 2007 EK92                | 10 marzo 2007     | Spacewatch           |
| 394394 - | 2007 EZ93                | 10 marzo 2007     | Mt. Lemmon Survey    |
| 394395 - | 2007 EH110               | 11 marzo 2007     | Spacewatch           |
| 394396 - | 2007 EK111               | 11 marzo 2007     | Spacewatch           |
| 394397 - | 2007 EN132               | 9 marzo 2007      | Mt. Lemmon Survey    |
| 394398 - | 2007 EZ135               | 10 marzo 2007     | Mt. Lemmon Survey    |
| 394399 - | 2007 EY177               | 14 marzo 2007     | Spacewatch           |
| 394400 - | 2007 ER197               | 15 marzo 2007     | Spacewatch           |

## 394401-394500
| Nome        | Designazione provvisoria | Data di scoperta  | Scopritore                        |
| ----------- | ------------------------ | ----------------- | --------------------------------- |
| 394401 -    | 2007 FG27                | 20 marzo 2007     | Mt. Lemmon Survey                 |
| 394402 -    | 2007 GF21                | 11 aprile 2007    | Mt. Lemmon Survey                 |
| 394403 -    | 2007 GT22                | 11 aprile 2007    | Mt. Lemmon Survey                 |
| 394404 -    | 2007 GJ23                | 11 aprile 2007    | Spacewatch                        |
| 394405 -    | 2007 GZ34                | 10 marzo 2007     | Spacewatch                        |
| 394406 -    | 2007 GM39                | 14 aprile 2007    | Spacewatch                        |
| 394407 -    | 2007 GS41                | 14 aprile 2007    | Spacewatch                        |
| 394408 -    | 2007 GZ47                | 14 aprile 2007    | Spacewatch                        |
| 394409 -    | 2007 GV48                | 14 marzo 2007     | Mt. Lemmon Survey                 |
| 394410 -    | 2007 GO57                | 15 aprile 2007    | Spacewatch                        |
| 394411 -    | 2007 GN58                | 15 aprile 2007    | Mt. Lemmon Survey                 |
| 394412 -    | 2007 GF62                | 22 settembre 2001 | Spacewatch                        |
| 394413 -    | 2007 GV62                | 15 aprile 2007    | Spacewatch                        |
| 394414 -    | 2007 GJ67                | 15 aprile 2007    | Spacewatch                        |
| 394415 -    | 2007 GU69                | 15 aprile 2007    | Mt. Lemmon Survey                 |
| 394416 -    | 2007 HV20                | 18 aprile 2007    | Spacewatch                        |
| 394417 -    | 2007 HD22                | 18 aprile 2007    | Spacewatch                        |
| 394418 -    | 2007 HH58                | 23 aprile 2007    | CSS                               |
| 394419 -    | 2007 HB67                | 22 aprile 2007    | Mt. Lemmon Survey                 |
| 394420 -    | 2007 HH69                | 24 aprile 2007    | Spacewatch                        |
| 394421 -    | 2007 HT74                | 22 aprile 2007    | Spacewatch                        |
| 394422 -    | 2007 JD9                 | 13 marzo 2007     | Mt. Lemmon Survey                 |
| 394423 -    | 2007 JT10                | 7 maggio 2007     | Spacewatch                        |
| 394424 -    | 2007 JZ17                | 15 aprile 2007    | Spacewatch                        |
| 394425 -    | 2007 JG19                | 10 maggio 2007    | Spacewatch                        |
| 394426 -    | 2007 JY27                | 18 aprile 2007    | Spacewatch                        |
| 394427 -    | 2007 JG32                | 12 maggio 2007    | Spacewatch                        |
| 394428 -    | 2007 KA                  | 16 maggio 2007    | Young, J. W.                      |
| 394429 -    | 2007 LF7                 | 8 giugno 2007     | Spacewatch                        |
| 394430 -    | 2007 LF8                 | 9 giugno 2007     | Spacewatch                        |
| 394431 -    | 2007 MH7                 | 18 giugno 2007    | Spacewatch                        |
| 394432 -    | 2007 NC                  | 6 luglio 2007     | Ferrando, R.                      |
| 394433 -    | 2007 PT1                 | 20 luglio 2007    | LINEAR                            |
| 394434 -    | 2007 PE2                 | 7 agosto 2007     | Hug, G.                           |
| 394435 -    | 2007 PD4                 | 8 agosto 2007     | Siding Spring Survey              |
| 394436 -    | 2007 PN7                 | 8 agosto 2007     | LINEAR                            |
| 394437 -    | 2007 PN9                 | 12 agosto 2007    | Birtwhistle, P.                   |
| 394438 -    | 2007 PJ35                | 9 agosto 2007     | LINEAR                            |
| 394439 -    | 2007 PH40                | 12 agosto 2007    | LINEAR                            |
| 394440 -    | 2007 PT40                | 9 agosto 2007     | LINEAR                            |
| 394441 -    | 2007 PH43                | 10 agosto 2007    | Spacewatch                        |
| 394442 -    | 2007 PV46                | 10 agosto 2007    | Spacewatch                        |
| 394443 -    | 2007 QC9                 | 22 agosto 2007    | LINEAR                            |
| 394444 -    | 2007 RH8                 | 5 settembre 2007  | CSS                               |
| 394445 Unst | 2007 RY12                | 11 settembre 2007 | Ory, M.                           |
| 394446 -    | 2007 RS21                | 3 settembre 2007  | CSS                               |
| 394447 -    | 2007 RG23                | 3 settembre 2007  | CSS                               |
| 394448 -    | 2007 RU31                | 5 settembre 2007  | LONEOS                            |
| 394449 -    | 2007 RH61                | 10 settembre 2007 | Mt. Lemmon Survey                 |
| 394450 -    | 2007 RJ92                | 10 settembre 2007 | Mt. Lemmon Survey                 |
| 394451 -    | 2007 RM93                | 10 settembre 2007 | Spacewatch                        |
| 394452 -    | 2007 RH115               | 11 settembre 2007 | Spacewatch                        |
| 394453 -    | 2007 RF127               | 12 settembre 2007 | Mt. Lemmon Survey                 |
| 394454 -    | 2007 RE129               | 12 settembre 2007 | Mt. Lemmon Survey                 |
| 394455 -    | 2007 RU179               | 10 settembre 2007 | Mt. Lemmon Survey                 |
| 394456 -    | 2007 RA190               | 10 settembre 2007 | CSS                               |
| 394457 -    | 2007 RD190               | 4 settembre 2007  | CSS                               |
| 394458 -    | 2007 RS210               | 30 aprile 2006    | Spacewatch                        |
| 394459 -    | 2007 RV217               | 13 settembre 2007 | Spacewatch                        |
| 394460 -    | 2007 RY229               | 11 settembre 2007 | Spacewatch                        |
| 394461 -    | 2007 RR238               | 14 settembre 2007 | CSS                               |
| 394462 -    | 2007 RA249               | 9 marzo 2002      | Spacewatch                        |
| 394463 -    | 2007 RS273               | 15 settembre 2007 | Spacewatch                        |
| 394464 -    | 2007 RV288               | 15 settembre 2007 | Mt. Lemmon Survey                 |
| 394465 -    | 2007 RY288               | 9 settembre 2007  | Mt. Lemmon Survey                 |
| 394466 -    | 2007 RB289               | 10 settembre 2007 | Mt. Lemmon Survey                 |
| 394467 -    | 2007 RV318               | 11 settembre 2007 | Mt. Lemmon Survey                 |
| 394468 -    | 2007 SD4                 | 8 settembre 2007  | CSS                               |
| 394469 -    | 2007 SC14                | 20 settembre 2007 | CSS                               |
| 394470 -    | 2007 TT4                 | 6 ottobre 2007    | Yeung, W. K. Y.                   |
| 394471 -    | 2007 TF10                | 19 settembre 1998 | ODAS                              |
| 394472 -    | 2007 TC11                | 6 ottobre 2007    | LINEAR                            |
| 394473 -    | 2007 TC18                | 9 ottobre 2007    | Yeung, W. K. Y.                   |
| 394474 -    | 2007 TT23                | 4 ottobre 2007    | Spacewatch                        |
| 394475 -    | 2007 TL27                | 4 ottobre 2007    | Spacewatch                        |
| 394476 -    | 2007 TA30                | 4 ottobre 2007    | Spacewatch                        |
| 394477 -    | 2007 TY39                | 6 ottobre 2007    | Spacewatch                        |
| 394478 -    | 2007 TX40                | 6 ottobre 2007    | Spacewatch                        |
| 394479 -    | 2007 TK48                | 4 ottobre 2007    | Spacewatch                        |
| 394480 -    | 2007 TF49                | 4 ottobre 2007    | Spacewatch                        |
| 394481 -    | 2007 TX51                | 4 ottobre 2007    | Spacewatch                        |
| 394482 -    | 2007 TX53                | 4 ottobre 2007    | Spacewatch                        |
| 394483 -    | 2007 TN68                | 12 ottobre 2007   | Yeung, W. K. Y.                   |
| 394484 -    | 2007 TK69                | 14 ottobre 2007   | Ries, W.                          |
| 394485 -    | 2007 TV81                | 9 settembre 2007  | Mt. Lemmon Survey                 |
| 394486 -    | 2007 TD84                | 8 ottobre 2007    | CSS                               |
| 394487 -    | 2007 TO90                | 8 ottobre 2007    | Mt. Lemmon Survey                 |
| 394488 -    | 2007 TK98                | 8 ottobre 2007    | Mt. Lemmon Survey                 |
| 394489 -    | 2007 TQ106               | 4 ottobre 2007    | Spacewatch                        |
| 394490 -    | 2007 TF112               | 15 settembre 2007 | LONEOS                            |
| 394491 -    | 2007 TJ129               | 12 settembre 2007 | Mt. Lemmon Survey                 |
| 394492 -    | 2007 TC139               | 9 ottobre 2007    | Spacewatch                        |
| 394493 -    | 2007 TK144               | 6 ottobre 2007    | LINEAR                            |
| 394494 -    | 2007 TP154               | 9 ottobre 2007    | LINEAR                            |
| 394495 -    | 2007 TN170               | 12 ottobre 2007   | LINEAR                            |
| 394496 -    | 2007 TZ172               | 2 ottobre 2007    | Astronomical Research Observatory |
| 394497 -    | 2007 TQ185               | 12 settembre 2007 | CSS                               |
| 394498 -    | 2007 TF196               | 7 ottobre 2007    | Mt. Lemmon Survey                 |
| 394499 -    | 2007 TT203               | 18 settembre 2007 | Mt. Lemmon Survey                 |
| 394500 -    | 2007 TN210               | 6 ottobre 2007    | Spacewatch                        |

## 394501-394600
| Nome     | Designazione provvisoria | Data di scoperta  | Scopritore             |
| -------- | ------------------------ | ----------------- | ---------------------- |
| 394501 - | 2007 TW211               | 7 ottobre 2007    | Spacewatch             |
| 394502 - | 2007 TE212               | 7 ottobre 2007    | Spacewatch             |
| 394503 - | 2007 TD220               | 8 ottobre 2007    | Mt. Lemmon Survey      |
| 394504 - | 2007 TM234               | 8 ottobre 2007    | Spacewatch             |
| 394505 - | 2007 TQ239               | 9 settembre 2007  | Mt. Lemmon Survey      |
| 394506 - | 2007 TX239               | 10 ottobre 2007   | Spacewatch             |
| 394507 - | 2007 TM242               | 8 ottobre 2007    | CSS                    |
| 394508 - | 2007 TV247               | 10 ottobre 2007   | Spacewatch             |
| 394509 - | 2007 TV259               | 10 ottobre 2007   | Mt. Lemmon Survey      |
| 394510 - | 2007 TY261               | 10 ottobre 2007   | Spacewatch             |
| 394511 - | 2007 TL266               | 6 ottobre 2007    | Spacewatch             |
| 394512 - | 2007 TT273               | 10 ottobre 2007   | LONEOS                 |
| 394513 - | 2007 TG274               | 19 settembre 2007 | Spacewatch             |
| 394514 - | 2007 TA284               | 9 agosto 2007     | LINEAR                 |
| 394515 - | 2007 TZ293               | 14 settembre 2007 | Mt. Lemmon Survey      |
| 394516 - | 2007 TF302               | 12 ottobre 2007   | Spacewatch             |
| 394517 - | 2007 TC303               | 12 ottobre 2007   | Spacewatch             |
| 394518 - | 2007 TB312               | 11 ottobre 2007   | Mt. Lemmon Survey      |
| 394519 - | 2007 TJ313               | 11 ottobre 2007   | Spacewatch             |
| 394520 - | 2007 TR328               | 19 giugno 2006    | Mt. Lemmon Survey      |
| 394521 - | 2007 TL333               | 11 ottobre 2007   | Spacewatch             |
| 394522 - | 2007 TH361               | 14 ottobre 2007   | Mt. Lemmon Survey      |
| 394523 - | 2007 TW361               | 14 ottobre 2007   | Mt. Lemmon Survey      |
| 394524 - | 2007 TX361               | 14 ottobre 2007   | Mt. Lemmon Survey      |
| 394525 - | 2007 TC376               | 8 ottobre 2007    | Mt. Lemmon Survey      |
| 394526 - | 2007 TZ380               | 14 ottobre 2007   | Spacewatch             |
| 394527 - | 2007 TT383               | 14 ottobre 2007   | Spacewatch             |
| 394528 - | 2007 TG386               | 15 ottobre 2007   | CSS                    |
| 394529 - | 2007 TO392               | 15 ottobre 2007   | CSS                    |
| 394530 - | 2007 TQ392               | 14 settembre 2007 | CSS                    |
| 394531 - | 2007 TJ413               | 15 ottobre 2007   | LONEOS                 |
| 394532 - | 2007 TV424               | 8 ottobre 2007    | Spacewatch             |
| 394533 - | 2007 TC431               | 10 ottobre 2007   | Spacewatch             |
| 394534 - | 2007 TT438               | 8 maggio 2006     | Spacewatch             |
| 394535 - | 2007 TB442               | 10 ottobre 2007   | CSS                    |
| 394536 - | 2007 TV448               | 9 ottobre 2007    | Spacewatch             |
| 394537 - | 2007 TS449               | 10 ottobre 2007   | Mt. Lemmon Survey      |
| 394538 - | 2007 TT451               | 9 ottobre 2007    | Spacewatch             |
| 394539 - | 2007 UD1                 | 16 ottobre 2007   | BATTeRS                |
| 394540 - | 2007 UL7                 | 16 ottobre 2007   | CSS                    |
| 394541 - | 2007 UF25                | 16 ottobre 2007   | Spacewatch             |
| 394542 - | 2007 UH35                | 19 ottobre 2007   | CSS                    |
| 394543 - | 2007 UG36                | 13 ottobre 2007   | LINEAR                 |
| 394544 - | 2007 UD37                | 19 ottobre 2007   | CSS                    |
| 394545 - | 2007 UW47                | 20 ottobre 2007   | CSS                    |
| 394546 - | 2007 UW48                | 20 ottobre 2007   | Mt. Lemmon Survey      |
| 394547 - | 2007 UA50                | 24 ottobre 2007   | Mt. Lemmon Survey      |
| 394548 - | 2007 UO64                | 30 ottobre 2007   | Mt. Lemmon Survey      |
| 394549 - | 2007 US71                | 10 settembre 2007 | Mt. Lemmon Survey      |
| 394550 - | 2007 UM73                | 5 ottobre 2007    | Spacewatch             |
| 394551 - | 2007 UG75                | 7 ottobre 2007    | Spacewatch             |
| 394552 - | 2007 UB78                | 30 ottobre 2007   | Spacewatch             |
| 394553 - | 2007 UJ78                | 30 ottobre 2007   | CSS                    |
| 394554 - | 2007 UU85                | 30 ottobre 2007   | Spacewatch             |
| 394555 - | 2007 UW85                | 30 ottobre 2007   | Spacewatch             |
| 394556 - | 2007 UG93                | 12 ottobre 2007   | Spacewatch             |
| 394557 - | 2007 UQ95                | 30 ottobre 2007   | CSS                    |
| 394558 - | 2007 UD117               | 30 ottobre 2007   | CSS                    |
| 394559 - | 2007 UU118               | 11 settembre 2007 | Mt. Lemmon Survey      |
| 394560 - | 2007 UQ139               | 24 ottobre 2007   | Mt. Lemmon Survey      |
| 394561 - | 2007 UE140               | 16 ottobre 2007   | Mt. Lemmon Survey      |
| 394562 - | 2007 UY140               | 21 ottobre 2007   | Mt. Lemmon Survey      |
| 394563 - | 2007 UN141               | 30 ottobre 2007   | Spacewatch             |
| 394564 - | 2007 UR141               | 20 ottobre 2007   | Mt. Lemmon Survey      |
| 394565 - | 2007 VR                  | 1º novembre 2007  | Hug, G.                |
| 394566 - | 2007 VB12                | 6 novembre 2007   | Hug, G.                |
| 394567 - | 2007 VX14                | 1º novembre 2007  | Spacewatch             |
| 394568 - | 2007 VX22                | 2 novembre 2007   | Mt. Lemmon Survey      |
| 394569 - | 2007 VN34                | 3 novembre 2007   | Yeung, W. K. Y.        |
| 394570 - | 2007 VV46                | 1º novembre 2007  | Spacewatch             |
| 394571 - | 2007 VA47                | 10 settembre 2007 | Mt. Lemmon Survey      |
| 394572 - | 2007 VX53                | 1º novembre 2007  | Spacewatch             |
| 394573 - | 2007 VG54                | 20 ottobre 2007   | Mt. Lemmon Survey      |
| 394574 - | 2007 VX55                | 1º novembre 2007  | Spacewatch             |
| 394575 - | 2007 VM56                | 1º novembre 2007  | Spacewatch             |
| 394576 - | 2007 VO57                | 1º novembre 2007  | Spacewatch             |
| 394577 - | 2007 VU60                | 16 ottobre 2007   | Mt. Lemmon Survey      |
| 394578 - | 2007 VO65                | 13 settembre 2007 | Mt. Lemmon Survey      |
| 394579 - | 2007 VY68                | 10 settembre 2007 | Mt. Lemmon Survey      |
| 394580 - | 2007 VS70                | 8 ottobre 2007    | Mt. Lemmon Survey      |
| 394581 - | 2007 VH76                | 18 settembre 2007 | Mt. Lemmon Survey      |
| 394582 - | 2007 VS81                | 20 maggio 2006    | Spacewatch             |
| 394583 - | 2007 VN107               | 3 novembre 2007   | Spacewatch             |
| 394584 - | 2007 VZ112               | 15 settembre 2007 | Mt. Lemmon Survey      |
| 394585 - | 2007 VC116               | 3 novembre 2007   | Spacewatch             |
| 394586 - | 2007 VF125               | 5 novembre 2007   | PMO NEO Survey Program |
| 394587 - | 2007 VJ128               | 1º novembre 2007  | Mt. Lemmon Survey      |
| 394588 - | 2007 VS134               | 12 ottobre 2007   | Mt. Lemmon Survey      |
| 394589 - | 2007 VP143               | 4 novembre 2007   | Spacewatch             |
| 394590 - | 2007 VA171               | 7 novembre 2007   | Spacewatch             |
| 394591 - | 2007 VK171               | 7 novembre 2007   | Spacewatch             |
| 394592 - | 2007 VS184               | 10 ottobre 2007   | CSS                    |
| 394593 - | 2007 VD189               | 14 novembre 2007  | BATTeRS                |
| 394594 - | 2007 VT207               | 11 novembre 2007  | Mt. Lemmon Survey      |
| 394595 - | 2007 VX216               | 9 novembre 2007   | Spacewatch             |
| 394596 - | 2007 VG218               | 9 novembre 2007   | Spacewatch             |
| 394597 - | 2007 VU229               | 11 giugno 2005    | Spacewatch             |
| 394598 - | 2007 VR233               | 20 ottobre 2007   | Mt. Lemmon Survey      |
| 394599 - | 2007 VW234               | 9 novembre 2007   | Spacewatch             |
| 394600 - | 2007 VT239               | 30 ottobre 2007   | Spacewatch             |

## 394601-394700
| Nome     | Designazione provvisoria | Data di scoperta | Scopritore             |
| -------- | ------------------------ | ---------------- | ---------------------- |
| 394601 - | 2007 VE252               | 12 novembre 2007 | CSS                    |
| 394602 - | 2007 VP259               | 24 aprile 1996   | Spacewatch             |
| 394603 - | 2007 VC262               | 15 ottobre 2007  | Mt. Lemmon Survey      |
| 394604 - | 2007 VQ263               | 13 novembre 2007 | Mt. Lemmon Survey      |
| 394605 - | 2007 VW268               | 12 novembre 2007 | LINEAR                 |
| 394606 - | 2007 VB269               | 12 novembre 2007 | LINEAR                 |
| 394607 - | 2007 VP285               | 5 novembre 2007  | Mt. Lemmon Survey      |
| 394608 - | 2007 VK293               | 6 novembre 2007  | PMO NEO Survey Program |
| 394609 - | 2007 VH294               | 5 novembre 2007  | Spacewatch             |
| 394610 - | 2007 VJ301               | 15 novembre 2007 | CSS                    |
| 394611 - | 2007 VC308               | 5 novembre 2007  | Mt. Lemmon Survey      |
| 394612 - | 2007 VV310               | 11 novembre 2007 | Mt. Lemmon Survey      |
| 394613 - | 2007 VK328               | 8 novembre 2007  | Spacewatch             |
| 394614 - | 2007 VK329               | 15 novembre 2007 | LINEAR                 |
| 394615 - | 2007 VW329               | 2 novembre 2007  | Spacewatch             |
| 394616 - | 2007 VA330               | 2 novembre 2007  | Mt. Lemmon Survey      |
| 394617 - | 2007 VQ330               | 4 novembre 2007  | LINEAR                 |
| 394618 - | 2007 VW330               | 4 novembre 2007  | Mt. Lemmon Survey      |
| 394619 - | 2007 VE333               | 9 novembre 2007  | Spacewatch             |
| 394620 - | 2007 VW333               | 11 novembre 2007 | Mt. Lemmon Survey      |
| 394621 - | 2007 WO4                 | 20 novembre 2007 | Mt. Lemmon Survey      |
| 394622 - | 2007 WN41                | 2 novembre 2007  | Mt. Lemmon Survey      |
| 394623 - | 2007 WO52                | 20 novembre 2007 | Mt. Lemmon Survey      |
| 394624 - | 2007 WQ60                | 19 novembre 2007 | Spacewatch             |
| 394625 - | 2007 WE61                | 19 novembre 2007 | Mt. Lemmon Survey      |
| 394626 - | 2007 XS6                 | 8 novembre 2007  | Spacewatch             |
| 394627 - | 2007 XP10                | 20 ottobre 2007  | Mt. Lemmon Survey      |
| 394628 - | 2007 XG12                | 4 dicembre 2007  | Spacewatch             |
| 394629 - | 2007 XB14                | 18 novembre 2007 | Spacewatch             |
| 394630 - | 2007 XN28                | 15 dicembre 2007 | Spacewatch             |
| 394631 - | 2007 XC51                | 12 novembre 2007 | LINEAR                 |
| 394632 - | 2007 XX54                | 9 novembre 2007  | Spacewatch             |
| 394633 - | 2007 XN55                | 4 dicembre 2007  | Spacewatch             |
| 394634 - | 2007 YA5                 | 5 dicembre 2007  | Spacewatch             |
| 394635 - | 2007 YH5                 | 13 novembre 2007 | Spacewatch             |
| 394636 - | 2007 YB9                 | 12 novembre 2007 | Mt. Lemmon Survey      |
| 394637 - | 2007 YQ15                | 16 dicembre 2007 | Spacewatch             |
| 394638 - | 2007 YL24                | 17 dicembre 2007 | Mt. Lemmon Survey      |
| 394639 - | 2007 YB29                | 13 novembre 2007 | Spacewatch             |
| 394640 - | 2007 YC38                | 30 dicembre 2007 | Mt. Lemmon Survey      |
| 394641 - | 2007 YM39                | 30 dicembre 2007 | Mt. Lemmon Survey      |
| 394642 - | 2007 YW54                | 15 dicembre 2007 | CSS                    |
| 394643 - | 2007 YM55                | 31 dicembre 2007 | Mt. Lemmon Survey      |
| 394644 - | 2007 YF57                | 5 novembre 2007  | Spacewatch             |
| 394645 - | 2007 YQ64                | 18 dicembre 2007 | Mt. Lemmon Survey      |
| 394646 - | 2007 YG65                | 20 dicembre 2007 | Spacewatch             |
| 394647 - | 2007 YB68                | 30 dicembre 2007 | Spacewatch             |
| 394648 - | 2007 YF74                | 31 dicembre 2007 | Mt. Lemmon Survey      |
| 394649 - | 2008 AL46                | 11 gennaio 2008  | Spacewatch             |
| 394650 - | 2008 AS64                | 11 gennaio 2008  | Mt. Lemmon Survey      |
| 394651 - | 2008 AB77                | 12 gennaio 2008  | Spacewatch             |
| 394652 - | 2008 AN92                | 14 gennaio 2008  | Spacewatch             |
| 394653 - | 2008 AB116               | 13 gennaio 2008  | Spacewatch             |
| 394654 - | 2008 AS120               | 6 gennaio 2008   | Wiegert, P. A.         |
| 394655 - | 2008 AG129               | 15 gennaio 2008  | Mt. Lemmon Survey      |
| 394656 - | 2008 BL4                 | 16 gennaio 2008  | Spacewatch             |
| 394657 - | 2008 BY11                | 18 gennaio 2008  | Spacewatch             |
| 394658 - | 2008 BU20                | 20 gennaio 2008  | Mt. Lemmon Survey      |
| 394659 - | 2008 BB30                | 30 gennaio 2008  | CSS                    |
| 394660 - | 2008 BC51                | 31 gennaio 2008  | Mt. Lemmon Survey      |
| 394661 - | 2008 CG11                | 3 febbraio 2008  | Spacewatch             |
| 394662 - | 2008 CQ11                | 3 febbraio 2008  | Spacewatch             |
| 394663 - | 2008 CQ16                | 30 gennaio 2008  | Spacewatch             |
| 394664 - | 2008 CK18                | 3 febbraio 2008  | Spacewatch             |
| 394665 - | 2008 CB19                | 3 febbraio 2008  | Spacewatch             |
| 394666 - | 2008 CT23                | 1º febbraio 2008 | Spacewatch             |
| 394667 - | 2008 CD32                | 2 febbraio 2008  | Spacewatch             |
| 394668 - | 2008 CK33                | 2 febbraio 2008  | Spacewatch             |
| 394669 - | 2008 CM33                | 2 febbraio 2008  | Spacewatch             |
| 394670 - | 2008 CO36                | 2 febbraio 2008  | Spacewatch             |
| 394671 - | 2008 CD37                | 2 febbraio 2008  | Spacewatch             |
| 394672 - | 2008 CJ45                | 2 febbraio 2008  | Spacewatch             |
| 394673 - | 2008 CX46                | 2 febbraio 2008  | Spacewatch             |
| 394674 - | 2008 CD47                | 1º gennaio 2008  | Mt. Lemmon Survey      |
| 394675 - | 2008 CK74                | 10 febbraio 2008 | Healy, D.              |
| 394676 - | 2008 CP78                | 7 febbraio 2008  | Spacewatch             |
| 394677 - | 2008 CH81                | 7 febbraio 2008  | Spacewatch             |
| 394678 - | 2008 CG87                | 7 febbraio 2008  | Mt. Lemmon Survey      |
| 394679 - | 2008 CE94                | 27 ottobre 2006  | CSS                    |
| 394680 - | 2008 CJ109               | 9 febbraio 2008  | Spacewatch             |
| 394681 - | 2008 CT109               | 9 febbraio 2008  | Spacewatch             |
| 394682 - | 2008 CD126               | 8 febbraio 2008  | Spacewatch             |
| 394683 - | 2008 CS129               | 8 febbraio 2008  | Spacewatch             |
| 394684 - | 2008 CM133               | 8 febbraio 2008  | Spacewatch             |
| 394685 - | 2008 CR134               | 8 febbraio 2008  | Mt. Lemmon Survey      |
| 394686 - | 2008 CY142               | 8 febbraio 2008  | Spacewatch             |
| 394687 - | 2008 CX149               | 9 febbraio 2008  | Spacewatch             |
| 394688 - | 2008 CB151               | 9 febbraio 2008  | Spacewatch             |
| 394689 - | 2008 CZ160               | 9 febbraio 2008  | Spacewatch             |
| 394690 - | 2008 CC167               | 11 febbraio 2008 | Mt. Lemmon Survey      |
| 394691 - | 2008 CK174               | 13 febbraio 2008 | Mt. Lemmon Survey      |
| 394692 - | 2008 CK183               | 12 febbraio 2008 | Mt. Lemmon Survey      |
| 394693 - | 2008 CV183               | 13 febbraio 2008 | Mt. Lemmon Survey      |
| 394694 - | 2008 CA186               | 11 dicembre 2002 | LINEAR                 |
| 394695 - | 2008 CL191               | 2 febbraio 2008  | Spacewatch             |
| 394696 - | 2008 CB198               | 10 febbraio 2008 | Spacewatch             |
| 394697 - | 2008 CP199               | 13 febbraio 2008 | Mt. Lemmon Survey      |
| 394698 - | 2008 CH205               | 1º febbraio 2008 | Spacewatch             |
| 394699 - | 2008 CG208               | 13 febbraio 2008 | Mt. Lemmon Survey      |
| 394700 - | 2008 CE212               | 7 febbraio 2008  | Mt. Lemmon Survey      |

## 394701-394800
| Nome     | Designazione provvisoria | Data di scoperta | Scopritore             |
| -------- | ------------------------ | ---------------- | ---------------------- |
| 394701 - | 2008 CJ213               | 9 febbraio 2008  | Mt. Lemmon Survey      |
| 394702 - | 2008 DD12                | 11 gennaio 2008  | Spacewatch             |
| 394703 - | 2008 DO15                | 27 febbraio 2008 | Mt. Lemmon Survey      |
| 394704 - | 2008 DO20                | 28 febbraio 2008 | Mt. Lemmon Survey      |
| 394705 - | 2008 DL23                | 24 febbraio 2008 | Spacewatch             |
| 394706 - | 2008 DG27                | 29 febbraio 2008 | Mt. Lemmon Survey      |
| 394707 - | 2008 DJ53                | 10 febbraio 2008 | Mt. Lemmon Survey      |
| 394708 - | 2008 DT53                | 29 febbraio 2008 | Mt. Lemmon Survey      |
| 394709 - | 2008 DW54                | 5 dicembre 2007  | Spacewatch             |
| 394710 - | 2008 DD86                | 27 febbraio 2008 | Mt. Lemmon Survey      |
| 394711 - | 2008 DP87                | 28 febbraio 2008 | Mt. Lemmon Survey      |
| 394712 - | 2008 ED13                | 10 febbraio 2008 | Spacewatch             |
| 394713 - | 2008 EA34                | 1º marzo 2008    | Mt. Lemmon Survey      |
| 394714 - | 2008 ES40                | 4 marzo 2008     | Spacewatch             |
| 394715 - | 2008 EZ45                | 5 marzo 2008     | Spacewatch             |
| 394716 - | 2008 ER64                | 9 marzo 2008     | Mt. Lemmon Survey      |
| 394717 - | 2008 EA72                | 20 dicembre 2007 | Mt. Lemmon Survey      |
| 394718 - | 2008 EM73                | 7 marzo 2008     | CSS                    |
| 394719 - | 2008 EN73                | 7 marzo 2008     | CSS                    |
| 394720 - | 2008 EM94                | 11 febbraio 2008 | Mt. Lemmon Survey      |
| 394721 - | 2008 EM105               | 13 febbraio 2008 | Spacewatch             |
| 394722 - | 2008 EN105               | 11 gennaio 2008  | Mt. Lemmon Survey      |
| 394723 - | 2008 EL108               | 12 febbraio 2008 | Spacewatch             |
| 394724 - | 2008 EV111               | 8 marzo 2008     | Spacewatch             |
| 394725 - | 2008 EQ118               | 26 febbraio 2008 | Mt. Lemmon Survey      |
| 394726 - | 2008 EZ125               | 10 marzo 2008    | Spacewatch             |
| 394727 - | 2008 EZ131               | 11 marzo 2008    | Spacewatch             |
| 394728 - | 2008 EV133               | 1º ottobre 2005  | Mt. Lemmon Survey      |
| 394729 - | 2008 EU134               | 11 marzo 2008    | Spacewatch             |
| 394730 - | 2008 ER142               | 7 febbraio 2008  | Mt. Lemmon Survey      |
| 394731 - | 2008 EV151               | 10 marzo 2008    | Spacewatch             |
| 394732 - | 2008 EP152               | 10 marzo 2008    | Mt. Lemmon Survey      |
| 394733 - | 2008 EG153               | 11 marzo 2008    | Mt. Lemmon Survey      |
| 394734 - | 2008 EH153               | 11 marzo 2008    | Mt. Lemmon Survey      |
| 394735 - | 2008 EU162               | 15 marzo 2008    | Spacewatch             |
| 394736 - | 2008 EV166               | 6 marzo 2008     | Mt. Lemmon Survey      |
| 394737 - | 2008 EP168               | 11 marzo 2008    | Spacewatch             |
| 394738 - | 2008 EY168               | 13 marzo 2008    | CSS                    |
| 394739 - | 2008 FE13                | 5 marzo 2008     | Spacewatch             |
| 394740 - | 2008 FP23                | 27 marzo 2008    | Spacewatch             |
| 394741 - | 2008 FJ25                | 10 febbraio 2008 | Spacewatch             |
| 394742 - | 2008 FW31                | 5 marzo 2008     | Mt. Lemmon Survey      |
| 394743 - | 2008 FE32                | 28 marzo 2008    | Mt. Lemmon Survey      |
| 394744 - | 2008 FD33                | 28 marzo 2008    | Mt. Lemmon Survey      |
| 394745 - | 2008 FZ34                | 9 febbraio 2008  | Spacewatch             |
| 394746 - | 2008 FD36                | 28 febbraio 2008 | Mt. Lemmon Survey      |
| 394747 - | 2008 FL36                | 28 marzo 2008    | Mt. Lemmon Survey      |
| 394748 - | 2008 FJ39                | 28 marzo 2008    | Spacewatch             |
| 394749 - | 2008 FM47                | 10 marzo 2008    | Spacewatch             |
| 394750 - | 2008 FF51                | 28 marzo 2008    | Mt. Lemmon Survey      |
| 394751 - | 2008 FP55                | 28 marzo 2008    | Mt. Lemmon Survey      |
| 394752 - | 2008 FO94                | 1º ottobre 2005  | Spacewatch             |
| 394753 - | 2008 FJ101               | 30 marzo 2008    | Spacewatch             |
| 394754 - | 2008 FD105               | 26 febbraio 2008 | Mt. Lemmon Survey      |
| 394755 - | 2008 FM113               | 31 marzo 2008    | Spacewatch             |
| 394756 - | 2008 FS120               | 31 marzo 2008    | Mt. Lemmon Survey      |
| 394757 - | 2008 FD128               | 28 marzo 2008    | Mt. Lemmon Survey      |
| 394758 - | 2008 FT133               | 28 marzo 2008    | Mt. Lemmon Survey      |
| 394759 - | 2008 FH134               | 29 marzo 2008    | Mt. Lemmon Survey      |
| 394760 - | 2008 GH17                | 4 aprile 2008    | Spacewatch             |
| 394761 - | 2008 GF18                | 4 aprile 2008    | Spacewatch             |
| 394762 - | 2008 GZ22                | 1º aprile 2008   | Mt. Lemmon Survey      |
| 394763 - | 2008 GO25                | 1º aprile 2008   | Mt. Lemmon Survey      |
| 394764 - | 2008 GG27                | 3 aprile 2008    | Spacewatch             |
| 394765 - | 2008 GH27                | 9 febbraio 2008  | Spacewatch             |
| 394766 - | 2008 GH29                | 13 marzo 2008    | Spacewatch             |
| 394767 - | 2008 GU29                | 3 aprile 2008    | Mt. Lemmon Survey      |
| 394768 - | 2008 GB32                | 26 marzo 2008    | Spacewatch             |
| 394769 - | 2008 GP32                | 3 aprile 2008    | Spacewatch             |
| 394770 - | 2008 GO33                | 3 aprile 2008    | Mt. Lemmon Survey      |
| 394771 - | 2008 GG48                | 2 marzo 2008     | PMO NEO Survey Program |
| 394772 - | 2008 GR50                | 5 aprile 2008    | Mt. Lemmon Survey      |
| 394773 - | 2008 GX50                | 5 aprile 2008    | Mt. Lemmon Survey      |
| 394774 - | 2008 GG80                | 27 marzo 2008    | Spacewatch             |
| 394775 - | 2008 GM82                | 8 aprile 2008    | Spacewatch             |
| 394776 - | 2008 GW83                | 12 marzo 2008    | Mt. Lemmon Survey      |
| 394777 - | 2008 GP94                | 27 marzo 2008    | Mt. Lemmon Survey      |
| 394778 - | 2008 GZ105               | 5 marzo 2008     | Mt. Lemmon Survey      |
| 394779 - | 2008 GZ106               | 12 aprile 2008   | CSS                    |
| 394780 - | 2008 GM114               | 10 aprile 2008   | CSS                    |
| 394781 - | 2008 GU131               | 6 aprile 2008    | Mt. Lemmon Survey      |
| 394782 - | 2008 GB142               | 6 aprile 2008    | CSS                    |
| 394783 - | 2008 HD3                 | 28 aprile 2008   | Spacewatch             |
| 394784 - | 2008 HG14                | 25 aprile 2008   | Spacewatch             |
| 394785 - | 2008 HQ18                | 17 gennaio 2007  | Spacewatch             |
| 394786 - | 2008 HE40                | 13 aprile 2008   | Mt. Lemmon Survey      |
| 394787 - | 2008 HC42                | 26 aprile 2008   | Mt. Lemmon Survey      |
| 394788 - | 2008 HV55                | 29 aprile 2008   | Spacewatch             |
| 394789 - | 2008 HF57                | 30 aprile 2008   | Spacewatch             |
| 394790 - | 2008 KS28                | 30 dicembre 2000 | LINEAR                 |
| 394791 - | 2008 KO33                | 5 maggio 2008    | Spacewatch             |
| 394792 - | 2008 PR                  | 1º agosto 2008   | Kugel, F.              |
| 394793 - | 2008 PR21                | 6 agosto 2008    | Siding Spring Survey   |
| 394794 - | 2008 QV7                 | 26 agosto 2008   | Farra d'Isonzo         |
| 394795 - | 2008 QA38                | 23 agosto 2008   | Spacewatch             |
| 394796 - | 2008 QL39                | 24 agosto 2008   | Spacewatch             |
| 394797 - | 2008 QL45                | 30 agosto 2008   | LINEAR                 |
| 394798 - | 2008 RA8                 | 3 settembre 2008 | Spacewatch             |
| 394799 - | 2008 RN9                 | 3 settembre 2008 | Spacewatch             |
| 394800 - | 2008 RL26                | 8 settembre 2008 | Ries, W.               |

## 394801-394900
| Nome     | Designazione provvisoria | Data di scoperta  | Scopritore           |
| -------- | ------------------------ | ----------------- | -------------------- |
| 394801 - | 2008 RY43                | 2 settembre 2008  | Spacewatch           |
| 394802 - | 2008 RE50                | 3 settembre 2008  | Spacewatch           |
| 394803 - | 2008 RQ51                | 3 settembre 2008  | Spacewatch           |
| 394804 - | 2008 RS68                | 4 settembre 2008  | Spacewatch           |
| 394805 - | 2008 RY77                | 6 settembre 2008  | Andrushivka          |
| 394806 - | 2008 RV97                | 7 settembre 2008  | Mt. Lemmon Survey    |
| 394807 - | 2008 RK107               | 7 settembre 2008  | CSS                  |
| 394808 - | 2008 RV124               | 6 settembre 2008  | Spacewatch           |
| 394809 - | 2008 RP134               | 5 settembre 2008  | Spacewatch           |
| 394810 - | 2008 RB137               | 4 settembre 2008  | Spacewatch           |
| 394811 - | 2008 RJ137               | 5 settembre 2008  | LINEAR               |
| 394812 - | 2008 SA4                 | 22 settembre 2008 | LINEAR               |
| 394813 - | 2008 SO17                | 19 settembre 2008 | Spacewatch           |
| 394814 - | 2008 SV19                | 19 settembre 2008 | Spacewatch           |
| 394815 - | 2008 SG21                | 19 settembre 2008 | Spacewatch           |
| 394816 - | 2008 SX23                | 17 gennaio 2007   | Spacewatch           |
| 394817 - | 2008 SQ42                | 20 settembre 2008 | Spacewatch           |
| 394818 - | 2008 SX44                | 20 settembre 2008 | Spacewatch           |
| 394819 - | 2008 SJ48                | 3 settembre 2008  | Spacewatch           |
| 394820 - | 2008 SW55                | 20 settembre 2008 | Spacewatch           |
| 394821 - | 2008 SD74                | 23 settembre 2008 | Spacewatch           |
| 394822 - | 2008 SZ88                | 20 settembre 2008 | Spacewatch           |
| 394823 - | 2008 SY107               | 22 settembre 2008 | Spacewatch           |
| 394824 - | 2008 SG112               | 6 settembre 2008  | CSS                  |
| 394825 - | 2008 SE127               | 22 settembre 2008 | Spacewatch           |
| 394826 - | 2008 SY137               | 23 settembre 2008 | Spacewatch           |
| 394827 - | 2008 SO139               | 23 settembre 2008 | Siding Spring Survey |
| 394828 - | 2008 SU139               | 8 dicembre 2005   | Spacewatch           |
| 394829 - | 2008 SH144               | 5 settembre 2008  | Spacewatch           |
| 394830 - | 2008 SF155               | 3 settembre 2008  | Spacewatch           |
| 394831 - | 2008 SX155               | 23 settembre 2008 | LINEAR               |
| 394832 - | 2008 SO157               | 24 settembre 2008 | LINEAR               |
| 394833 - | 2008 SN159               | 24 settembre 2008 | LINEAR               |
| 394834 - | 2008 SF163               | 28 settembre 2008 | LINEAR               |
| 394835 - | 2008 SN163               | 28 settembre 2008 | LINEAR               |
| 394836 - | 2008 SD165               | 28 settembre 2008 | LINEAR               |
| 394837 - | 2008 SF180               | 24 settembre 2008 | Mt. Lemmon Survey    |
| 394838 - | 2008 SL189               | 25 settembre 2008 | Spacewatch           |
| 394839 - | 2008 SS215               | 29 settembre 2008 | Mt. Lemmon Survey    |
| 394840 - | 2008 SV224               | 22 settembre 2008 | Mt. Lemmon Survey    |
| 394841 - | 2008 SU234               | 28 settembre 2008 | Mt. Lemmon Survey    |
| 394842 - | 2008 SP238               | 29 settembre 2008 | Spacewatch           |
| 394843 - | 2008 SZ241               | 21 settembre 2008 | CSS                  |
| 394844 - | 2008 SM249               | 22 settembre 2008 | Spacewatch           |
| 394845 - | 2008 SG251               | 24 settembre 2008 | Spacewatch           |
| 394846 - | 2008 SN251               | 25 settembre 2008 | Spacewatch           |
| 394847 - | 2008 SZ271               | 29 settembre 2008 | Mt. Lemmon Survey    |
| 394848 - | 2008 SE273               | 22 settembre 2008 | Mt. Lemmon Survey    |
| 394849 - | 2008 SW277               | 25 settembre 2008 | Spacewatch           |
| 394850 - | 2008 SP300               | 23 settembre 2008 | CSS                  |
| 394851 - | 2008 SU309               | 27 settembre 2008 | Mt. Lemmon Survey    |
| 394852 - | 2008 TV32                | 1º ottobre 2008   | Spacewatch           |
| 394853 - | 2008 TS36                | 1º ottobre 2008   | Mt. Lemmon Survey    |
| 394854 - | 2008 TT44                | 1º ottobre 2008   | Mt. Lemmon Survey    |
| 394855 - | 2008 TG49                | 12 novembre 2005  | Spacewatch           |
| 394856 - | 2008 TL58                | 20 settembre 2008 | Spacewatch           |
| 394857 - | 2008 TQ67                | 2 ottobre 2008    | Spacewatch           |
| 394858 - | 2008 TE71                | 23 settembre 2008 | Spacewatch           |
| 394859 - | 2008 TF74                | 2 ottobre 2008    | Spacewatch           |
| 394860 - | 2008 TL85                | 3 ottobre 2008    | Mt. Lemmon Survey    |
| 394861 - | 2008 TT115               | 6 ottobre 2008    | CSS                  |
| 394862 - | 2008 TB116               | 6 ottobre 2008    | CSS                  |
| 394863 - | 2008 TE116               | 6 ottobre 2008    | CSS                  |
| 394864 - | 2008 TG118               | 6 ottobre 2008    | Spacewatch           |
| 394865 - | 2008 TD130               | 8 ottobre 2008    | Mt. Lemmon Survey    |
| 394866 - | 2008 TO136               | 8 ottobre 2008    | Spacewatch           |
| 394867 - | 2008 TF158               | 23 settembre 2008 | Mt. Lemmon Survey    |
| 394868 - | 2008 TQ167               | 10 ottobre 2008   | Mt. Lemmon Survey    |
| 394869 - | 2008 TP173               | 1º ottobre 2008   | Mt. Lemmon Survey    |
| 394870 - | 2008 TD180               | 13 aprile 2004    | Spacewatch           |
| 394871 - | 2008 TH181               | 8 ottobre 2008    | Mt. Lemmon Survey    |
| 394872 - | 2008 TN185               | 6 ottobre 2008    | Mt. Lemmon Survey    |
| 394873 - | 2008 TC189               | 10 ottobre 2008   | Mt. Lemmon Survey    |
| 394874 - | 2008 UF3                 | 23 settembre 2008 | Mt. Lemmon Survey    |
| 394875 - | 2008 UU9                 | 10 ottobre 2004   | Spacewatch           |
| 394876 - | 2008 UG18                | 19 ottobre 2008   | Spacewatch           |
| 394877 - | 2008 UC35                | 20 ottobre 2008   | Spacewatch           |
| 394878 - | 2008 UH61                | 21 ottobre 2008   | Spacewatch           |
| 394879 - | 2008 UL66                | 21 ottobre 2008   | Spacewatch           |
| 394880 - | 2008 UZ76                | 21 ottobre 2008   | Spacewatch           |
| 394881 - | 2008 UW93                | 7 ottobre 2008    | CSS                  |
| 394882 - | 2008 UM115               | 22 ottobre 2008   | Spacewatch           |
| 394883 - | 2008 UH142               | 2 ottobre 2008    | Mt. Lemmon Survey    |
| 394884 - | 2008 UC146               | 16 aprile 2007    | Mt. Lemmon Survey    |
| 394885 - | 2008 UR146               | 23 ottobre 2008   | Spacewatch           |
| 394886 - | 2008 UB147               | 23 ottobre 2008   | Spacewatch           |
| 394887 - | 2008 UV148               | 23 ottobre 2008   | Spacewatch           |
| 394888 - | 2008 UB176               | 24 ottobre 2008   | Mt. Lemmon Survey    |
| 394889 - | 2008 UP182               | 24 ottobre 2008   | Mt. Lemmon Survey    |
| 394890 - | 2008 UK185               | 24 ottobre 2008   | Spacewatch           |
| 394891 - | 2008 UC188               | 24 ottobre 2008   | Spacewatch           |
| 394892 - | 2008 UE192               | 25 ottobre 2008   | CSS                  |
| 394893 - | 2008 UP201               | 9 ottobre 2008    | Mt. Lemmon Survey    |
| 394894 - | 2008 UW219               | 25 ottobre 2008   | Spacewatch           |
| 394895 - | 2008 UN222               | 25 ottobre 2008   | Spacewatch           |
| 394896 - | 2008 UH248               | 26 ottobre 2008   | Spacewatch           |
| 394897 - | 2008 UH267               | 4 settembre 2008  | Spacewatch           |
| 394898 - | 2008 UB272               | 20 ottobre 2008   | Spacewatch           |
| 394899 - | 2008 UL298               | 29 ottobre 2008   | Spacewatch           |
| 394900 - | 2008 UT298               | 29 ottobre 2008   | Spacewatch           |

## 394901-395000
| Nome     | Designazione provvisoria | Data di scoperta  | Scopritore             |
| -------- | ------------------------ | ----------------- | ---------------------- |
| 394901 - | 2008 UZ308               | 30 ottobre 2008   | Spacewatch             |
| 394902 - | 2008 UT338               | 22 ottobre 2008   | Spacewatch             |
| 394903 - | 2008 UL352               | 31 ottobre 2008   | Mt. Lemmon Survey      |
| 394904 - | 2008 UW354               | 28 ottobre 2008   | Spacewatch             |
| 394905 - | 2008 US367               | 13 marzo 2007     | Mt. Lemmon Survey      |
| 394906 - | 2008 UV368               | 26 ottobre 2008   | Mt. Lemmon Survey      |
| 394907 - | 2008 UY369               | 25 settembre 2008 | Mt. Lemmon Survey      |
| 394908 - | 2008 VG24                | 1º novembre 2008  | Spacewatch             |
| 394909 - | 2008 VZ38                | 2 novembre 2008   | Spacewatch             |
| 394910 - | 2008 VL47                | 3 novembre 2008   | Mt. Lemmon Survey      |
| 394911 - | 2008 VX54                | 25 agosto 2004    | Spacewatch             |
| 394912 - | 2008 VP59                | 7 novembre 2008   | CSS                    |
| 394913 - | 2008 VJ68                | 2 novembre 2008   | Mt. Lemmon Survey      |
| 394914 - | 2008 VO78                | 7 novembre 2008   | Mt. Lemmon Survey      |
| 394915 - | 2008 VL79                | 6 novembre 2008   | Spacewatch             |
| 394916 - | 2008 VT79                | 1º novembre 2008  | Mt. Lemmon Survey      |
| 394917 - | 2008 VG80                | 7 novembre 2008   | Mt. Lemmon Survey      |
| 394918 - | 2008 WD11                | 18 novembre 2008  | CSS                    |
| 394919 - | 2008 WN27                | 23 ottobre 2008   | Spacewatch             |
| 394920 - | 2008 WN47                | 26 ottobre 2008   | Spacewatch             |
| 394921 - | 2008 WR65                | 17 novembre 2008  | Spacewatch             |
| 394922 - | 2008 WM66                | 18 novembre 2008  | Spacewatch             |
| 394923 - | 2008 WY67                | 27 ottobre 2008   | Spacewatch             |
| 394924 - | 2008 WU78                | 29 settembre 2008 | Mt. Lemmon Survey      |
| 394925 - | 2008 WV79                | 29 settembre 2008 | Mt. Lemmon Survey      |
| 394926 - | 2008 WP81                | 20 novembre 2008  | Spacewatch             |
| 394927 - | 2008 WU85                | 20 novembre 2008  | Spacewatch             |
| 394928 - | 2008 WN91                | 23 novembre 2008  | Mt. Lemmon Survey      |
| 394929 - | 2008 WO92                | 25 novembre 2008  | Kugel, F.              |
| 394930 - | 2008 WV94                | 26 novembre 2008  | Farra d'Isonzo         |
| 394931 - | 2008 WV101               | 30 novembre 2008  | LINEAR                 |
| 394932 - | 2008 WG106               | 21 ottobre 2008   | Mt. Lemmon Survey      |
| 394933 - | 2008 WX112               | 26 ottobre 2008   | Spacewatch             |
| 394934 - | 2008 WG120               | 24 novembre 2008  | Spacewatch             |
| 394935 - | 2008 WA133               | 9 gennaio 2006    | Spacewatch             |
| 394936 - | 2008 WK134               | 21 novembre 2008  | CSS                    |
| 394937 - | 2008 WD137               | 22 novembre 2008  | Spacewatch             |
| 394938 - | 2008 XY1                 | 4 dicembre 2008   | LINEAR                 |
| 394939 - | 2008 XP39                | 2 dicembre 2008   | Spacewatch             |
| 394940 - | 2008 XT41                | 2 dicembre 2008   | Spacewatch             |
| 394941 - | 2008 XK43                | 2 dicembre 2008   | Spacewatch             |
| 394942 - | 2008 XK53                | 5 dicembre 2008   | Mt. Lemmon Survey      |
| 394943 - | 2008 XT55                | 1º dicembre 2008  | LINEAR                 |
| 394944 - | 2008 YR8                 | 6 novembre 2008   | Mt. Lemmon Survey      |
| 394945 - | 2008 YV14                | 23 ottobre 2008   | Spacewatch             |
| 394946 - | 2008 YZ23                | 21 dicembre 2008  | CSS                    |
| 394947 - | 2008 YE33                | 31 dicembre 2008  | Lowe, A.               |
| 394948 - | 2008 YG48                | 21 dicembre 2008  | Mt. Lemmon Survey      |
| 394949 - | 2008 YR51                | 29 dicembre 2008  | Mt. Lemmon Survey      |
| 394950 - | 2008 YH57                | 30 dicembre 2008  | Spacewatch             |
| 394951 - | 2008 YF59                | 30 dicembre 2008  | Spacewatch             |
| 394952 - | 2008 YW59                | 30 dicembre 2008  | Spacewatch             |
| 394953 - | 2008 YB63                | 30 dicembre 2008  | Mt. Lemmon Survey      |
| 394954 - | 2008 YE68                | 30 dicembre 2008  | Mt. Lemmon Survey      |
| 394955 - | 2008 YJ68                | 30 settembre 2003 | Spacewatch             |
| 394956 - | 2008 YV76                | 30 dicembre 2008  | Mt. Lemmon Survey      |
| 394957 - | 2008 YT97                | 29 dicembre 2008  | Mt. Lemmon Survey      |
| 394958 - | 2008 YW102               | 29 dicembre 2008  | Spacewatch             |
| 394959 - | 2008 YA108               | 29 dicembre 2008  | Spacewatch             |
| 394960 - | 2008 YC110               | 30 dicembre 2008  | Spacewatch             |
| 394961 - | 2008 YY113               | 4 dicembre 2008   | Mt. Lemmon Survey      |
| 394962 - | 2008 YH115               | 20 novembre 2008  | Mt. Lemmon Survey      |
| 394963 - | 2008 YP119               | 22 dicembre 2008  | Spacewatch             |
| 394964 - | 2008 YT127               | 30 dicembre 2008  | Spacewatch             |
| 394965 - | 2008 YO135               | 30 dicembre 2008  | Spacewatch             |
| 394966 - | 2008 YW140               | 30 dicembre 2008  | Mt. Lemmon Survey      |
| 394967 - | 2008 YO143               | 22 dicembre 2008  | Mt. Lemmon Survey      |
| 394968 - | 2008 YC155               | 22 dicembre 2008  | CSS                    |
| 394969 - | 2008 YG163               | 30 dicembre 2008  | Spacewatch             |
| 394970 - | 2008 YG167               | 21 dicembre 2008  | LINEAR                 |
| 394971 - | 2008 YH170               | 22 dicembre 2008  | Spacewatch             |
| 394972 - | 2008 YD173               | 30 dicembre 2008  | Mt. Lemmon Survey      |
| 394973 - | 2009 AL2                 | 22 dicembre 2008  | Mt. Lemmon Survey      |
| 394974 - | 2009 AK7                 | 3 dicembre 2008   | Mt. Lemmon Survey      |
| 394975 - | 2009 AY11                | 21 dicembre 2008  | Spacewatch             |
| 394976 - | 2009 AK16                | 15 gennaio 2009   | Hormuth, F.            |
| 394977 - | 2009 AZ21                | 21 dicembre 2008  | Mt. Lemmon Survey      |
| 394978 - | 2009 AK22                | 3 gennaio 2009    | Spacewatch             |
| 394979 - | 2009 AP27                | 29 dicembre 2008  | Spacewatch             |
| 394980 - | 2009 AF49                | 8 novembre 2008   | Mt. Lemmon Survey      |
| 394981 - | 2009 BF4                 | 18 gennaio 2009   | LINEAR                 |
| 394982 - | 2009 BZ15                | 16 gennaio 2009   | Mt. Lemmon Survey      |
| 394983 - | 2009 BZ16                | 17 gennaio 2009   | Spacewatch             |
| 394984 - | 2009 BC18                | 29 dicembre 2008  | Mt. Lemmon Survey      |
| 394985 - | 2009 BA19                | 16 gennaio 2009   | Mt. Lemmon Survey      |
| 394986 - | 2009 BZ24                | 18 gennaio 2009   | Spacewatch             |
| 394987 - | 2009 BH26                | 16 gennaio 2009   | Spacewatch             |
| 394988 - | 2009 BH34                | 16 gennaio 2009   | Spacewatch             |
| 394989 - | 2009 BH37                | 16 gennaio 2009   | Spacewatch             |
| 394990 - | 2009 BW40                | 16 gennaio 2009   | Spacewatch             |
| 394991 - | 2009 BV51                | 16 gennaio 2009   | Mt. Lemmon Survey      |
| 394992 - | 2009 BW58                | 1º febbraio 2005  | Spacewatch             |
| 394993 - | 2009 BC59                | 16 gennaio 2009   | Mt. Lemmon Survey      |
| 394994 - | 2009 BA60                | 29 dicembre 2008  | Spacewatch             |
| 394995 - | 2009 BN63                | 20 gennaio 2009   | Spacewatch             |
| 394996 - | 2009 BT66                | 20 gennaio 2009   | Spacewatch             |
| 394997 - | 2009 BG71                | 26 gennaio 2009   | PMO NEO Survey Program |
| 394998 - | 2009 BQ77                | 25 gennaio 2009   | LINEAR                 |
| 394999 - | 2009 BJ85                | 25 gennaio 2009   | Spacewatch             |
| 395000 - | 2009 BV95                | 26 gennaio 2009   | Mt. Lemmon Survey      |